# Моркен (тауншип, Миннесота)
Моркен (англ. Morken) — тауншип в округе Клей, Миннесота, США. На 2000 год его население составило 203 человека.

## География
По данным Бюро переписи населения США площадь тауншипа составляет 92,9 км², из которых 92,9 км² занимает суша, водоёмов нет.

## Демография
По данным переписи населения 2000 года здесь находились 203 человека, 67 домохозяйств и 58 семей. Плотность населения — 2,2 чел./км². На территории тауншипа расположено 75 построек со средней плотностью 0,8 построек на один квадратный километр. Расовый состав населения: 96,06 % белых, 0,49 % азиатов и 3,45 % приходится на две или более других рас.
Из 67 домохозяйств в 38,8 % воспитывались дети до 18 лет, в 79,1 % проживали супружеские пары, в 4,5 % проживали незамужние женщины и в 13,4 % домохозяйств проживали несемейные люди. 10,4 % домохозяйств состояли из одного человека, при том 9,0 % из — одиноких пожилых людей старше 65 лет. Средний размер домохозяйства — 3,03, а семьи — 3,29 человека.
31,5 % населения — младше 18 лет, 6,4 % — в возрасте от 18 до 24 лет, 21,2 % — от 25 до 44, 23,6 % — от 45 до 64, и 17,2 % — старше 65 лет. Средний возраст — 38 лет. На каждые 100 женщин приходилось 103,0 мужчин. На каждые 100 женщин старше 18 приходилось 90,4 мужчин.
Средний годовой доход домохозяйства составлял 46 250 долларов, а средний годовой доход семьи — 46 607 долларов. Средний доход мужчин — 39 167 долларов, в то время как у женщин — 26 875. Доход на душу населения составил 17 130 долларов. За чертой бедности находились 9,1 % семей и 8,7 % всего населения тауншипа, из которых 5,1 % младше 18 лет.